# FK Navbahor Namangan
El FK Navbahor Namangan és un club de futbol Uzbek de la ciutat de Namangan. El nom del club significa nova primavera (nav bahor).
Evolució del nom:
- 1978–1980: Tekstilshchik
- 1980–1983: Navbahor
- 1983–1987: Avtomobilist
- 1988–avui: Navbahor

## Palmarès
- Lliga uzbeka de futbol:[1]
  - 1996

- Copa uzbeka de futbol:[2]
  - 1992, 1995, 1998

- Supercopa uzbeka de futbol:
  - 1999